# ジャン・ボロトラ
ジャン・ローラン・ロベール・ボロトラ (フランス語: Jean Laurent Robert Borotra, 1898年8月13日 - 1994年7月17日) は、フランス・ビアリッツ出身の男子テニス選手。同僚であったジャック・ブルニョン、アンリ・コシェ、ルネ・ラコステと並んで、フランスの「四銃士 (Les Quatre Mousquetaires)」と呼ばれた。当時のフランス人男性として、洗練された礼儀正しさの持ち主として人間的な評判も良かったという。

## 来歴
14歳でテニスと出会い、第一次世界大戦中の1916年に砲兵として訓練を受け将校として戦地へ赴くと戦功を挙げ1919年に除隊して学業に戻り工学と法律の学位を取った。テニスを再開し1920年代には、国際的なスター選手となると同時に語学力、人脈、名声をいかした世界をまたにかけるセールスマンになった。愛国者だったことから右翼団体「火の十字団」に入団し広告塔となる。
1922年からデビスカップフランス代表選手に選ばれ、1923年からジャック・ブルニョン、アンリ・コシェ、ルネ・ラコステと並んでフランスの「四銃士」と呼ばれるようになった。1924年全仏選手権とウィンブルドン選手権の2大会連続で、ボロトラとラコステがフランス勢同士の決勝を戦い、この年はボロトラが2連勝した。しかし、全仏選手権は1924年まで出場資格がフランス人選手のみに限定された大会だった。同選手権の公認優勝記録としては、国際大会になった1925年以後のものが記載されるため、ボロトラの全仏初優勝は現在の公認優勝記録には数えられない。1925年も全仏選手権とウィンブルドン選手権の2大会連続で、ボロトラ対ラコステの決勝戦になったが、この年は両大会ともラコステが制覇し、ボロトラは大会連覇を逃した。1926年ウィンブルドン選手権でボロトラは2年ぶり2度目の優勝を飾ったが、それ以後のシングルスでは2度の準優勝で止まり、1927年・1929年ウィンブルドン選手権決勝ではアンリ・コシェに敗れた。1929年全仏選手権決勝は、4年ぶり3度目の「ボロトラ対ラコステ」の対決で盛り上がり、ラコステが6-3, 2-6, 6-0, 2-6, 8-6の激戦でボロトラを破った。ところが、この優勝を最後にラコステは25歳で突然引退し、「四銃士」としての活躍はここで途切れた。こうしてフランスの「四銃士」たちは、文字通り1920年代の男子テニス界を席巻した。
ボロトラはダブルス選手として、ジャック・ブルニョンとのダブルスで抜群の強さを発揮した。ボロトラは4大大会の男子ダブルスでは、全豪選手権1勝 (1928年)、全仏選手権5勝 (1925年・1928年・1929年・1934年・1936年)、ウィンブルドン選手権3勝 (1925年・1932年・1933年)、総計「9勝」を記録した。1933年ウィンブルドン選手権男子ダブルス決勝では日本の佐藤次郎/布井良助のペアと対戦し。佐藤/布井組が第1セットを6-4で奪ったが、続く3セットをボロトラ/ブルニョン組が6-3, 6-3, 7-5で奪って2連覇を決めた。
1940年7月にはヴィシー政権のスポーツ教育長官 (commissaire général à l'Éducation générale et aux Sports) に就任するが、1942年4月にはフランソワ・ダルランらと共に解任される。同年11月、ゲシュタポによって逮捕され、オーストリアのイッター城収容所に送られた。1945年、イッター城の戦いを経て解放。この戦いの中では、彼自身も銃を取り戦った。
1974年、「四銃士」の物語がアメリカの映画監督リチャード・レスターにより映画化された。レスターは前年の1973年にデュマの小説『三銃士』の映画化を行い、それに続いて1920年代-1930年代前半に活躍した4人のフランス人テニス選手のドキュメンタリーも残した。
戦後は、ヴィシー政権の閣僚だったが告訴されず、人気も変わらず、実業界に戻り1975年まで働き、1976年に「四銃士」のメンバーたちは4人揃って国際テニス殿堂入りを果たす。4人とも長寿に恵まれたが、ボロトラが最も長生きし、1994年7月17日に95歳で死去した。

## 4大大会優勝
- 全豪選手権 男子シングルス・男子ダブルス・混合ダブルス：1勝 (1928年) [唯一の出場、3部門全制覇]
- 全仏選手権 男子シングルス：2勝 (1924年・1931年)/男子ダブルス：5勝 (1925年・1928年・1929年・1934年・1936年)/混合ダブルス：2勝 (1927年・1934年) [1924年の優勝は、公認の優勝記録に数えられない]
- ウィンブルドン選手権 男子シングルス：2勝 (1924年・1926年)/男子ダブルス：3勝 (1925年・1932年・1933年)/混合ダブルス：1勝 (1925年)
- 全米選手権 混合ダブルス：1勝 (1926年) [男子シングルス準優勝1度：1926年]